# سامسونج جالكسي ستار
سامسونج جالكسي ستار (بالإنجليزية: Samsung Galaxy Star)‏ هو هاتف ذكي من إلكترونيات سامسونج ضمن سلسلة سامسونج جالاكسي يعمل بنظام أندرويد، تم طرحه في الأسواق في 2013.

## الخصائص
- نظام التشغيل: أندرويد 4.1.2
- الكاميرا الخلفية: 2 ميجابكسل
- الشاشة: إل سي دي 240×320
- الوزن: 102.5 غرام
- الذاكرة: 512 ميجابايت رام
- التخزين: 2 جيجابايت